# Naniwa (Schiff)
Die Naniwa  (japanisch 浪速) war ein Geschützter Kreuzer der gleichnamigen Klasse der Kaiserlich Japanischen Marine, der von 1885 bis 1912 in Dienst stand.

## Geschichte
Die Naniwa wurde am 27. März 1884 in der britischen Werft Armstrong, Mitchell & Company in Low Walker (Newcastle upon Tyne) mit der Baunummer 475 auf Kiel gelegt. Der Stapellauf erfolgte etwa ein Jahr später am 18. März 1885 und die Indienststellung am 1. Dezember 1885. Das unter dem Kommando von Kapitän zur See Itō Sukeyuki stehende Schiff verließ Großbritannien am 28. März 1886 und traf am 26. Juni in Shinagawa ein. Es wurde im Juli als Kriegsschiff zweiter Klasse der Stationären Flotte zugeteilt. Das Schiff und seine Schwester Takachiho waren am 26. November Gastgeber für Kaiser Meiji und seine Frau, Kaiserin Shōken, als die Schiffe Torpedoschießübungen durchführten. Die Naniwa transportierte Premierminister Itō Hirobumi, den Heeresminister Generalmajor Ōyama Iwao, den Marineminister Generalleutnant Saigō Jūdō und den Justizminister Yamada Akiyoshi am 1. Dezember von Yokohama nach Kōbe und anschließend nach Pusan in Korea, bevor sie am 13. Dezember nach Yokohama zurückkehrte. Anfang 1887 transportierten die beiden Schiffe den Kaiser und die Kaiserin von Yokohama nach Kyōto und wieder zurück. Anschließend nahm die Naniwa an den Flottenmanövern vom 22. August bis zum 5. September teil. Zwei Monate später umrundete die Naniwa zusammen mit vier anderen Schiffen die Hauptinseln. Am 17. Juni 1888 wurde die Naniwa zum Flaggschiff der Ständigen Flotte ernannt und fuhr noch im selben Jahr nach Okinawa, Formosa, Wonsan und Zhifu. Der Kreuzer empfing den Tenno, als dieser am 15. Oktober den Stapellauf des Geschützten Kreuzers Takao in der Marinewerft von Yokosuka beiwohnte. 1889 wurde die Naniwa dem Yokosuka Marine-Distrikt zugeteilt. Zusammen mit ihrem Schwesterschiff besuchte sie Häfen im russischen Fernen Osten, in Korea und China und nahm in der letzten Jahreshälfte an Flottenmanövern teil.
Nach der Teilnahme am Großen Manöver im April 1890 mit dem Kaiserlich Japanischen Heer wurde der Kreuzer vom Tenno begutachtet, kreuzte von Juni bis Juli vor der Ostküste Koreas und besuchte Wladiwostok im russischen Fernen Osten. Am 23. August wurde die Naniwa wieder als Kriegsschiff erster Klasse eingestuft und verbrachte das folgende Jahr mit Patrouillenfahrten in heimischen Gewässern. Am 2. Februar 1892 verließ das Schiff Shinagawa, um nach Hongkong zu fahren, bevor es später im Jahr an den jährlichen Großen Manövern teilnahm. Anfang 1893 fuhr die Naniwa nach Honolulu, um japanische Bürger während des Sturzes der hawaiianischen Monarchie zu schützen, und kehrte im Mai nach Hause zurück. Im Dezember traf der Kreuzer erneut in Honolulu ein. Die Marinesoldaten der Naniwa und der des britischen Kreuzers Champion wurden gebeten, an Land zu gehen, um ihre jeweiligen Bürger während der „Schwarzen Woche“ von Dezember 1893 bis Januar 1894 zu verteidigen, als die provisorische Regierung von Hawaii eine Invasion der Vereinigten Staaten zur Wiederherstellung der rechtmäßigen Regierung befürchtete. In den Wirren der Revolution floh ein Japaner, der wegen Mordes verurteilt worden war, aus dem Gefängnis in Honolulu und suchte auf der Naniwa Zuflucht. Die Weigerung von Kapitän Tōgō Heihachirō, den Verurteilten den Behörden der provisorischen Regierung zu übergeben, führte beinahe zu einem diplomatischen Zwischenfall zwischen Japan und den Vereinigten Staaten. Die Naniwa traf am 15. April wieder in Japan ein und wurde am 19. Juli zum Flaggschiff von Konteradmiral Tsuboi Kōzō, dem Kommandeur des Ersten fliegenden Geschwaders ernannt.

### Erster Chinesisch-Japanischer Krieg
Während des Donghak-Aufstands veranlassten die vorrückenden Rebellen die koreanische Regierung im Mai 1894, China um Hilfe zu bitten, das im folgenden Monat mit der Verlegung von Truppen nach Asan begann. Die japanische Regierung, die nicht zulassen wollte, dass Korea unter chinesische Kontrolle geriet, schickte noch im selben Monat eigene Truppen nach Chemulpo (dem heutigen Incheon) und besetzte die Stadt zusammen mit Seoul. Die darauf folgende Ankunft weiterer chinesischer Truppen an der Mündung des Taedong am 16. Juli empörte die Japaner, die darauf ein Ultimatum stellten und mit Krieg drohten, sollten weitere Truppen in Korea eintreffen. Der Generalgouverneur von Zhili, Li Hongzhang, der die Drohung der Japaner für einen Bluff hielt, ließ weitere 2500 Mann nach Asan verlegen. Daraufhin beorderten die Japaner die Kombinierte Flotte nach Gunsan, um sich für einen möglichen Krieg vorzubereiten. Um einen weiteren Kriegsgrund zu schaffen, zwangen die Japaner den koreanischen König Gojong, aus dem chinesischen Tributsystem auszusteigen. In der Nacht vom 23. auf den 24. Juli trafen zwei Schiffe mit einem Teil der Soldaten und ein drittes am Morgen des 25. Juli ein. Nachdem alle japanischen Schiffe Gunsan erreicht hatten, wurde die Naniwa zusammen mit der Akitsushima und der Yoshino abkommandiert, um sich auf der Insel Pungdo am Eingang zur Bucht von Asan mit den drei japanischen Kriegsschiffen aus Chemulpo zu treffen. Anschließend sollten sie die Westküste Koreas blockierten, um jegliche Verstärkung für Asan zu verhindern. Doch da die Telegrafenleitung nach Chemulpo von den Rebellen gekappt worden war, blieben die japanischen Schiffe im Hafen.

#### Schlacht von Pungdo
Am 25. Juli befand sich das japanische fliegende Geschwader unter Konteradmiral Tsuboi, bestehend aus den Schiffen Yoshino, Naniwa, Takachiho und Akitsusu, vor Asan. Im Hafen befanden sich der Geschützte Kreuzer Jiyuan und das Torpedokanonenboot Kwang-yi der Beiyang-Flotte um sich mit dem gecharterten britischen Dampfer Kowshing zu treffen, der die letzten chinesischen Truppen transportierte. Nach japanischer Darstellung zeigten sich die Chinesen zum Gefecht bereit und gaben verschiedene Hinweise auf feindselige Absichten. Daraufhin setzten die Japaner Kurs auf offene See. Die Jiyuan befand sich auf Verfolgungskurs dicht hinter der Naniwa, was dazu führte, dass diese wendete und auf das chinesische Schiff zusteuerte. Die Jiyuan wurde nun ihrerseits von der Naniwa bedrängt. Obwohl noch keine Schüsse abgefeuert worden waren, hissten die Chinesen bereits die Parlamentärflagge und näherten sich der Naniwa. Als die Chinesen die Distanz auf 300 m reduziert hatten, feuerten sie einen Torpedo auf die Japaner ab. Da der Torpedo sein Ziel jedoch verfehlte, ging die Naniwa zusammen mit der Akitsushima ihrerseits zum Gefecht über und belegte den Kreuzer mit schweren Salven, was zu hohen Verlusten unter der Besatzung führte. Bei der ersten japanischen Salve trafen mehrere Schüsse den Kommandoturm der Jiyuan und durchschlugen ihn, während die Ruderanlage, die Telegrafen im Maschinenraum und die Sprachrohre völlig zerstört wurden. Bevor etwas unternommen werden konnte, schlug eine zweite Breitseite in das Schiff ein, die die Offizierskabinen zerstörte und ein riesiges Loch in die Bordwand riss. Sobald die Ruderanlage wieder funktionstüchtig war, begannen die Chinesen abzudrehen mit Kurs Richtung Weihai.
Da die Chinesen die Briten aus unbekannten Gründen nicht über das laufende Gefecht informiert hatten, hielt Kapitän Galsworthy die Jiyuan, als sie um etwa 08:30 Uhr die Kowshing passierte, fälschlicherweise für ein japanisches Schiff. Daher war er weder überrascht noch beunruhigt, als sich drei japanische Kreuzer näherten, da er davon ausging, dass diese das Kanonenboot Tsao-kiang angreifen würden, welches die Kowshing seit etwa 7.00 Uhr morgens eskortierte. Unabhängig davon war die Kowshing ein britisches Schiff, das nur vorübergehend von der chinesischen Regierung gechartert worden war. Folglich fühlte sich Galsworthy unter dem Schutz der britischen Zivilflagge sicher. Gegen 9.00 Uhr erhielt die Kowshing den Befehl, dem japanischen Kreuzer Naniwa zum japanischen Hauptgeschwader zu folgen. Tōgō befahl dem britischen Schiff, um 09:15 Uhr beizudrehen, dem Galsworthy nach kam. Er willigte auch in eine Durchsuchung seines Schiffes ein. Tōgō erklärte das Schiff für beschlagnahmt, da es chinesische Truppen transportiere. Die chinesischen Truppen übernahmen jedoch die Kontrolle über das Schiff und weigerten sich, der Anordnung der Japaner Folge zu leisten. Ein Versuch eines deutschen Offiziers in chinesischen Diensten, eine friedliche Lösung auszuhandeln, scheiterte, und Tōgō eröffnete um 13:10 Uhr aus Angst vor chinesischer Verstärkung das Feuer. Ein Torpedo, der auf eine Entfernung von 150 m abgefeuert wurde, ging knapp am Schiff unterhalb des Kiels vorbei. Doch die Geschütze der Naniwa verfehlten ihr Ziel nicht. Ein Treffer schlug im Kesselraum des Schiffes ein, was den Antrieb lahmlegte, und ein weiterer beschädigte das Schiff unterhalb der Wasserlinie. Dies löste Panik an Bord der Kowshing aus und die Besatzung und die Passagiere versuchten verzweifelt, das Schiff zu verlassen. Die schweren Geschütze der Naniwa feuerten weiter auf das sinkende Schiff, während ihre leichten Geschütze auf die Menschen im Wasser zielten. Nachdem der Dampfer um 13:47 Uhr gesunken war, ließen die Japaner Boote zu Wasser, um die europäische Besatzung zu retten, die die Chinesen im Wasser jedoch ignorierten. Die Naniwa wurde zu Beginn der Schlacht einmal getroffen, was jedoch zu keinerlei Schäden führte, da die Granate nicht detonierte. Der Kreuzer feuerte während des Gefechts nur 36 Granaten aus seinen schweren Kanonen, gab aber 1.331 Schuss aus seinen leichten Geschützen ab.
Zwei Tage nach der Schlacht kehrten die Naniwa und das Kanonenboot Maya zum Wrack der Kwang-yi zurück, um jeden Versuch, das Schiff zu bergen, zu verhindern. Das Schiff explodierte, als es beschossen wurde, wahrscheinlich als Folge der Detonation der Torpedosprengköpfe. Die japanische Marine verbrachte die nächsten Wochen damit, Truppenkonvois nach Gunsan zu eskortieren. Am 9. August begab sich Vizeadmiral Itō, der nun das Kommando über die Kombinierte Flotte hatte, mit seinen Schiffen nach Weihaiwei, um dort nach der Beiyang-Flotte zu suchen. Dabei führte er einen vergeblichen Angriff auf die Küstenverteidigung des Hafens durch, als er die chinesischen Schiffe nicht fand. Auf beiden Seiten entstand kein Schaden, und die kombinierte Flotte kehrte nach Kunsan zurück. Für den Rest des Monats eskortierte die Naniwa Truppenkonvois nach Kunsan. Itō schickte die Naniwa am 14. September zurück nach Weihai, um dort nach den chinesischen Schiffen zu suchen, blieb aber auch dort erfolglos. Ihr Scheitern überzeugte Itō davon, dass die Beiyang-Flotte weiter nördlich lag. Auch auf chinesischer Seite blieb ihr Auftauchen nicht unbeobachtet und Admiral Ding Ruchang, der Befehlshaber der Beiyang-Flotte, beschloss, seine Schiffe zur Verteidigung der chinesischen Truppenkonvois bis zur Mündung des Yalu zu nutzen.

#### Seeschlacht am Yalu
Das Fliegende Geschwader führte den Rest der Kombinierten Flotte am 16. September nach Nordwesten, um den Ankerplatz der Insel Haiyang zu untersuchen. Als er diesen am nächsten Morgen leer vorfand, befahl Itō seinen Schiffen, nach Nordosten zu fahren und das Gebiet um die Mündung des Yalu-Flusses zu durchsuchen. Um 11:23 Uhr sichtete die Yoshino die chinesischen Schiffe in einer Entfernung von 21 Seemeilen. Da er wusste, dass seine Schiffe schneller waren als die chinesischen, beabsichtigte Itō, die Beiyang-Flotte in Fahrtrichtung zu kreuzen und dann sein Feuer auf die schwach geschützten Schiffe des rechten chinesischen Flügels zu konzentrieren.
Dings Schiffe waren überrascht worden, konnten aber den Anker lichten und die von Ding bevorzugte Formation einnehmen, während die Kombinierte Flotte noch außer Reichweite war. Die chinesischen Schiffe eröffneten das Feuer aus großer Entfernung, konnten aber keines der japanischen Schiffe treffen, als sie vor ihnen vorbeifuhren. Die Schiffe des Fliegenden Geschwaders eröffneten das Feuer, als sich die Entfernung auf 2.700 m verringerte, und setzten bald die Kreuzer Yangwei und Chaoyong in Brand. Das Gefecht entwickelte sich schnell zu einem Melee, und der geschützte Kreuzer Zhiyuan und der Panzerkreuzer Jingyuan wurden versenkt, als sich das Feuer der Japaner auf die chinesischen Kreuzer konzentrierte. Während des Gefechts wurde die Naniwa durch neun Treffer leicht beschädigt, wobei nur zwei Männer verwundet wurden.
Die Chinesen konnten sich in der zunehmenden Dunkelheit absetzen und steuerten Port Arthur für Reparaturen an. Itō ging jedoch davon aus, dass die chinesischen Schiffe nach Weihai fahren würden, und suchte dieses Gebiet am nächsten Morgen kurz ab, bevor er zum Yalu zurückkehrte, wo das Wrack der Yangwei zerstört wurde. Die Kombinierte Flotte kehrte daraufhin nach Gunsan zurück, um wieder Kohle aufzufüllen. Am 22. September schickte Itō die Naniwa und die Akitsushima auf eine Aufklärungsmission nach Port Arthur, wo sie die Anwesenheit der Beiyang-Flotte bestätigen konnten. Auf ihrer Rückfahrt trafen die Kreuzer auf die Korvette Kwan Chia. Sie war in der Schlacht am Yalu beschädigt und auf Grund gesetzt worden, um sie vor dem Sinken zu bewahren. Als sich die japanischen Schiffe näherten, wurde die Korvette von ihrer eigenen Besatzung in die Luft gesprengt, um ihre Übernahme zu verhindern.
Nach der Schlacht eskortierte die Kombinierte Flotte Truppenkonvois durch die Bucht von Korea auf chinesisches Gebiet am Fuße der Liaodong-Halbinsel und unterstützte den Vormarsch des japanischen Heeres entlang der Halbinsel in Richtung Port Arthur. So konnte die Beiyang-Flotte Anfang November unbemerkt von Port Arthur nach Weihei gelangen. Um zu prüfen, ob sich die chinesischen Schiffe immer noch in Port Arthur befanden, sande Itō am 8. November die Takachiho und Yoshino aus, entdeckte sie aber erst eine Woche später in Weihai. Die Kombinierte Flotte kreuzte am 16. und 17. November vor dem Hafen der Stadt in der Hoffnung, Ding würde den Kampf annehmen. Da er aber den Befehl erhalten hatte, sich auf keinerlei Kampfhandlungen einzulassen, setzten die japanischen Schiffe Kurs in Richtung Port Arthur, wo sie mit der Blockade beginnen sollten, um den bevorstehenden erfolgreichen Angriff der Armee zu unterstützen.
Im Januar 1895 landeten die Japaner Truppen in der Nähe von Weihai und kesselten die Stadt nach und nach ein. Itō war nicht bereit, seine leicht gepanzerten Schiffe für Angriffe auf die gewaltigen Befestigungsanlagen einzusetzen, die den Hafen verteidigten, da er darauf vorbereitet sein musste, die chinesischen Schiffe zu stoppen, wenn sie versuchten, die Blockade zu durchbrechen. Erfolgreiche nächtliche Angriffe seiner Torpedoboote Anfang Februar versenkten oder beschädigten die größeren Schiffe, was die Moral der chinesischen Besatzungen weiter sinken ließ. Zwar scheiterte Ding mit seinen eigenen nächtlichen Torpedoangriffen, aber die chinesischen Torpedoboote konnten am Morgen des 7. Februar durch die Reihen der Blockierer schlüpfen und versuchten zu entkommen, indem sie entlang der Küste nach Westen in Richtung Zhifu fuhren. Von den Japanern verfolgt, wurden sie alle entweder gekapert oder zerstört. Es ist unklar, ob Ding ihnen den Befehl zum Ausbruch gab oder ob sie vor der Kapitulation der Chinesen am 12. Februar desertierten. Tōgō, zum Konteradmiral befördert, wurde vier Tage später Kommandeur des Geschwaders und Kataoka Shichirō ersetzte ihn als Kapitän der Naniwa.
Um einen geeigneten Brückenkopf für die Invasion auf Taiwan zu haben, wollten die Japaner die Penghu-Inseln zwischen der chinesischen Küste und Taiwan besetzen. Die Naniwa traf am 20. März dort ein und suchte nach einem geeigneten Platz für die Anlandung. Die japanischen Truppen sollten am folgenden Tag auf der Insel Wangan an Land gehen, was jedoch verschoben werden musste, weil die Yoshino auf Grund lief. Schlechtes Wetter verzögerte die Landung um weitere drei Tage, bis die chinesischen Streitkräfte, die die Inseln verteidigten, kapitulierten oder ihre Stellungen aufgaben. Am 26. März waren alle Inseln unter japanischer Kontrolle. Die Vorbereitungen für die Eroberung Taiwans dauerten mehrere Monate, und die japanische Armee konnte ihre Soldaten erst am 1. Juni an Land bringen. Zwei Tage später gehörte die Naniwa zu den Schiffen, die während der erfolgreichen Schlacht von Keelung die Hafenfestungen der Stadt bombardierten. Die Naniwa kehrte am 20. Oktober nach Japan zurück und wurde am 10. November in die Reserve versetzt. Im Jahr 1896 wurde sie umfassend überholt und modernisiert. Vom 20. April bis zum 26. September 1897 diente das Schiff als Schulkreuzer für die neue Republik Hawaii. Die Naniwa wurde am 21. März 1898 zum Kreuzer zweiter Klasse heruntergestuft und während des Boxeraufstandes Anfang 1900 aufgerüstet, um von Dezember 1900 bis Mai 1901 im Gelben Meer zu patrouillieren.

### Russisch-Japanischer Krieg
Beim Gefecht von Chemulpo am 28. Dezember 1903 wurde die Naniwa der Vierten Division der Zweiten Flotte von Vizeadmiral Kamimura Hikonojō zugeteilt. Vizeadmiral Tōgō, der Befehlshaber der kombinierten Flotte, beabsichtigte, dass die Vierte Division unter dem Kommando von Konteradmiral Uryū Sotokichi an Bord der Naniwa, verstärkt durch den Panzerkreuzer Asama, Truppenschiffe nach Chemulpo eskortieren und die dortigen russischen Streitkräfte vernichten sollte, um den Weg für die Landung der Armee freizumachen. Der Kreuzer Chiyoda befand sich in Chemulpo, um die Lage zu beobachten und sich mit Uryū abzustimmen. Die Chiyoda traf am Morgen des 8. Februar mit den Schiffen von Uryū zusammen und berichtete, dass der russische geschützte Kreuzer Warjag und das ältere Kanonenboot Korejez zusammen mit britischen, französischen, italienischen und amerikanischen Kriegsschiffen im neutralen Hafen von Chemulpo vor Anker lagen. Da es gegen das Kriegsrecht verstieß, feindliche Schiffe in neutralen Häfen anzugreifen, beschloss Uryū, seine Transportschiffe zum Absetzen seiner Truppen in den Hafen zu schicken, da er es für unwahrscheinlich hielt, dass die Russen inmitten der westlichen Schiffe auf neutralem Gebiet Feindseligkeiten beginnen würden. Vorsichtshalber befahl er drei seiner Kreuzer, die Truppentransporter in den Hafen zu eskortieren, während die beiden verbliebenen Kreuzer sich später wieder dem Rest der Flotte anschließen sollten, die den Hafen blockierte. Am nächsten Morgen verkündete Uryū dem russischen Befehlshaber Kapitän Wsewolod Fjodorowitsch Rudnew, dass Japan Russland den Krieg erklärt habe. Obwohl zahlenmäßig stark unterlegen beschloss Rudnew, die Blockade zu durchbrechen. Die Schiffe liefen noch am selben Morgen aus, wurden aber von der Naniwa und dem Rest der Flotte unter Beschuss genommen und zur Rückkehr nach Chemulpo zwangen.

#### Ulsan
Die russische Pazifikflotte sollte die japanische Blockade von Port Arthur durchbrechen und sich am 10. August in der Nähe der Straße von Tsushima mit dem Kreuzergeschwader von Wladiwostok treffen. Da es Admiral Wilhelm Withöft jedoch versäumte, sich mit Konteradmiral Karl Jessen abzustimmen, waren dessen Schiffe auf ein sofortiges Auslaufen nicht vorbereitet, als er am 11. August ein Telegramm aus Port Arthur erhielt, das besagte, dass sich Withöfts Schiffe bereits auf See befanden. Erst am späten Vormittag waren Jessens Schiffe bereit auszulaufen, doch befanden sie sich außerhalb Funkreichweite, sodass ihnen nicht mitgeteilt werden konnte, dass die Pazifikflotte bereist besiegt worden war. Kamimura hatte die vier Panzerkreuzer der 2. Division unter seinem direkten Kommando zusammengehalten und patrouillierte im südlichen Teil des Japanischen Meeres, als gegen 05:00 Uhr der Feind entdeckt wurde. Kamimura befand sich zwischen Jessens Schiffen und dem Kreuzergeschwader von Wladiwostok und meldete über Funk, dass er den Feind gesichtet habe. Uryūs Schiffe wurden weiter südlich eingesetzt, wobei die Naniwa am nächsten war. Die Naniwa traf gegen 06:00 Uhr ein, aber Uryū hielt seine leicht gepanzerten Schiffe von den schwerer gepanzerten russischen Kreuzern fern, bis Jessen den schwer beschädigten Panzerkreuzer Rurik gegen 08:30 Uhr aufgegeben hatte. Die Naniwa eröffnete das Feuer um 08:42 Uhr auf eine Entfernung von 6.500 m und hielt es bis 10:05 Uhr aufrecht, als Uryū ihr befahl, das Feuer einzustellen, nachdem sie über 650 15-cm-Granaten verschossen hatte. Der ranghöchste überlebende russische Offizier befahl kurz darauf, die Rurik zu versenken, und die japanischen Schiffe begannen mit der Rettung der Überlebenden. Die Naniwa war während des Gefechts einmal getroffen worden und hatte zwei Tote und vier Verletzte zu beklagen.

#### Tsushima
Am 21. Mai 1905 wurde die Naniwa zusammen mit dem Rest der 4. Division von Tōgō mit dem Angriff auf die russischen Kreuzer und andere kleinere Schiffe, die den Schlachtschiffen folgten, beauftragt, sobald die Schlacht ihren Anfang nehmen sollte. Dementsprechend eröffnete Uryū am 27. Mai gegen 14:45 Uhr bei schlechter Sicht das Feuer auf die geschützten Kreuzer Oleg und Aurora sowie die älteren Panzerkreuzer Wladimir Monomach und Dmitrii Donskoi auf Entfernungen zwischen 6.000 bis 6.500 m. Gegen 17:00 Uhr wurde die Naniwa von einer großen Granate getroffen, die eine Überflutung verursachte, so dass sie die Formation verlassen musste, um Reparaturen durchzuführen. Sie konnte sich später am Tag wieder der Vierten Division anschließen und stellte um 18:50 Uhr das Feuer ein.
Am nächsten Morgen war die kombinierte Flotte weit verstreut und die Naniwa lag 30 Seemeilen hinter Tōgōs Hauptverband zurück. Um 05:20 Uhr meldete die Fünfte Division, etwa 60 Seemeilen (110 km) südlich von Tōgō, den Großteil der russischen Flotte gesichtet zu haben, und Uryū erhielt um 06:00 Uhr den Befehl, den Kontakt zu ihnen aufrechtzuerhalten, obwohl er gerade die Meldung der Fünften Division weitergegeben hatte. Die vierte Division schwenkte daraufhin nach Ost-Südost. Etwa eine Stunde später trafen Uryūs Schiffe auf den geschützten Kreuzer Swetlana. Kurz nach 08:00 Uhr traf die vierte Division, die nun aus der Naniwa, der Takachiho und der Tsushima bestand, auf den Hauptteil von Konteradmiral Nikolai Nebogatows drittem Pazifikgeschwader, das aus veralteten Schlachtschiffen und Küstenpanzerschiffen bestand. Uryūs Schiffe hielten Abstand und Tōgōs Schlachtschiffe und Panzerkreuzer eröffneten gegen 10:15 Uhr das Feuer. Nebogatow kapitulierte weniger als zwei Stunden später. Uryū sandte die Vierte Division gegen 17:00 Uhr auf die Suche nach weiteren vermissten russischen Schiffen und entdeckte weniger als eine Stunde später die Dmitrii Donskoi.
Das russische Schiff versuchte, sich abzusetzen, wurde aber gestellt, als zwei weitere japanische Kreuzer vor ihr auftauchten. Der Kapitän des Schiffes änderte daraufhin den Kurs und erhöhte die Geschwindigkeit, um es auf der Insel Ulleungdo auflaufen zu lassen, aber die nördliche Gruppe von Schiffen eröffnete gegen 19:00 Uhr das Feuer und die Vierte Division stieß eine halbe Stunde später dazu. Uryūs Schiffe verringerten den Abstand auf 4.000 m um zu verhindern, dass dieser sein Ziel vor Einbruch der Dunkelheit erreichte. Als die Naniwa gegen 20:00 Uhr von einer 15-cm-Granate der Dmitrii Donskoi getroffen wurde, bekam das Schiff einige Minuten später eine Schlagseite von 7° und war gezwungen den Kampf abzubrechen. In Verbindung mit der zunehmenden Dunkelheit veranlasste der Schaden Uryū dazu, sich zurückzuziehen und den Kampf den Zerstörern zu überlassen, da diese für Nahkampfaktionen in der Dunkelheit besser geeignet waren als seine Schiffe. Einige Tage nach der Schlacht wurden die Naniwa  zusammen mit der Takachiho und dem Panzerkreuzer Tokiwa abkommandiert, um die Internierung einiger russischer Colliers zu überwachen, die vor der Schlacht in chinesische Häfen eingelaufen waren. Uryū wurde am 12. Juni von seinem Kommando entbunden, und die Naniwa trat noch am selben Tag die Heimreise an.

### Nachkriegszeit
Die Naniwa wurde von März bis November 1906 der Zweiten Flotte zugeteilt und kreuzte vor den Küsten Chinas und Koreas. Im Mai 1907 wurde das Schiff zur Südchinesischen Flotte versetzt und am 23. Juni 1908 von diesem Auftrag entbunden. Im Oktober desselben Jahres nahm sie an den Großen Manövern teil und wurde im folgenden Jahr in die Reserve versetzt. Von März bis Oktober 1911 diente der Kreuzer als Vermessungs- und Fischereischutzschiff im Nordpazifik. Am 1. April 1912 nahm sie diese Aufgaben wieder auf, lief aber am 26. Juni vor der Küste von Urup auf den Kurilen auf ein Riff. Am 5. August wurde das Schiff von der Marineliste gestrichen und am 26. Juni 1913 zum Abwracken verkauft.

## Technik

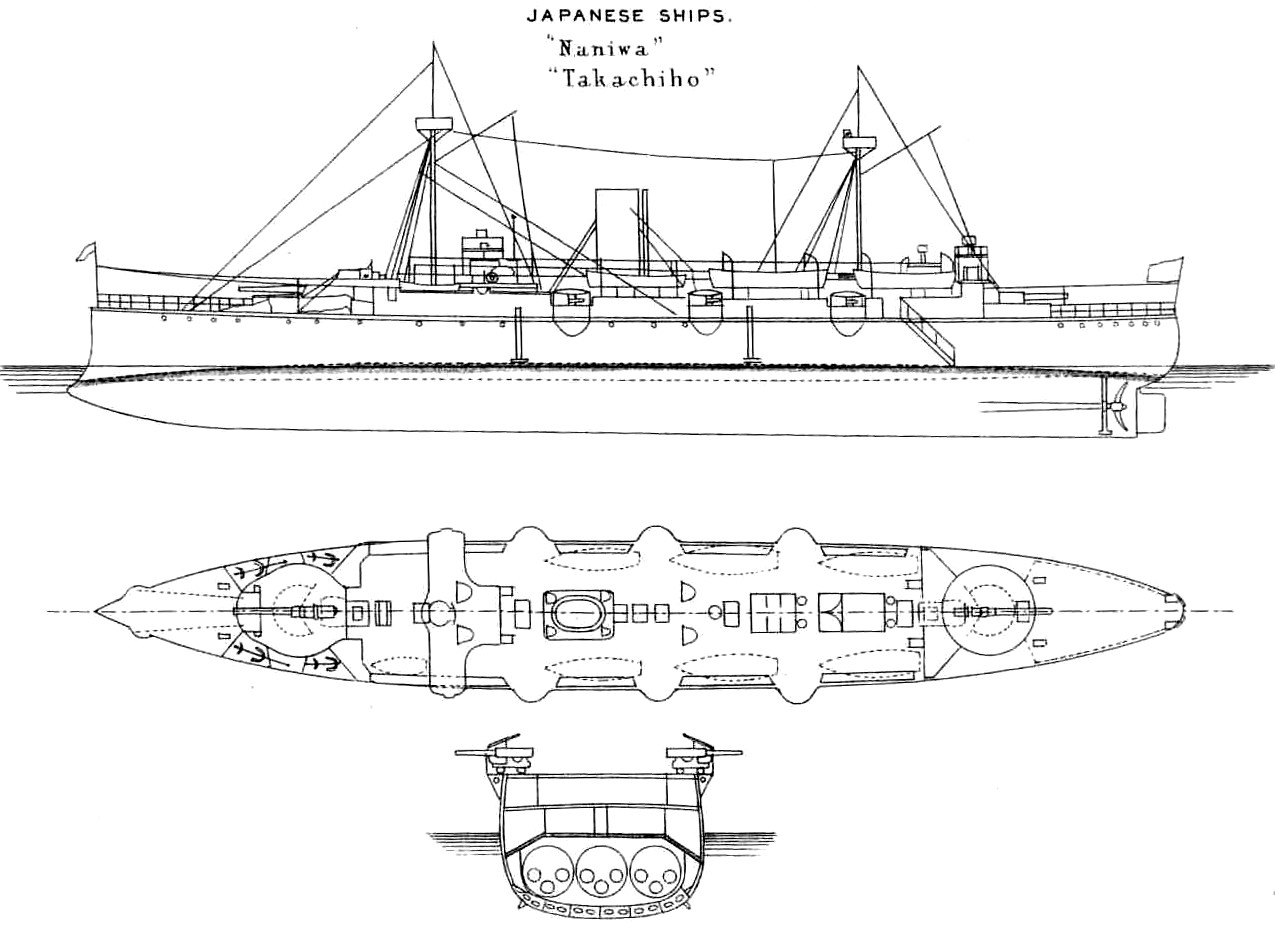
Linker Aufriss

Die Naniwa wurde von Armstrong-Mitchells Chefarchitekten William White als verbesserte Versionen des chilenischen geschützten Kreuzers Esmeralda und der Schiffe der britischen Mersey-Klasse entworfen. Nach ihrer Fertigstellung galten die Naniwa und ihr Schwesterschiff Takachiho als die modernsten und leistungsstärksten Kreuzer der Welt. Die Schiffe hatten eine Länge zwischen den Loten von 91,40 m und eine Gesamtlänge von 97,50 m, eine Breite von 14 m und einen Tiefgang von 6,20 m. Die Verdrängung lag bei 3.787 t. Außerdem besaß die die Naniwa eine doppelte Schiffshülle, die sich zwischen dem vorderen und hinteren Magazin erstreckte, und war mit einem pflugförmigen Rammsporn aus AHS-Stahl unterhalb der Wasserlinie ausgestattet.

### Antrieb
Die Naniwa war mit zwei horizontalen Zweizylinder-Verbunddampfmaschinen ausgestattet, die jeweils eine Welle drehten und insgesamt eine Leistung von 7.500 PS (5.600 kW) leisteten, mit der das Schiff eine Höchstgeschwindigkeit von 18 Knoten (33 km/h) erreichte, wobei die Kesselfeuerungen mittels künstlichem Zug belüftet wurden. Bei ihren Geschwindigkeitstests erreichte die Naniwa mit 7.235 PS (5.395 kW) eine Geschwindigkeit von 18,72 Knoten (34,67 km/h). Das Schiff konnte maximal 800 t Kohle mitführen, was ihr bei einer Geschwindigkeit von 13 Knoten (24 km/h) eine Reichweite von etwa 9.000 Seemeilen (17.000 km) ermöglichte. Die Besatzung des Schiffes bestand aus 338 Offizieren und Männern.

### Bewaffnung
Die Hauptbewaffnung der Naniwa bestand anfangs aus zwei einzelnen 26-cm-Krupp-Kanonen, die in Barbetten vor und hinter den Aufbauten drehbar gelagert waren. Jede Barbette war mit einer festen Ladestation ausgestattet, zu der die Geschütze zum Nachladen zurückkehren mussten. Die Sekundärbewaffnung bestand zunächst aus sechs 15-Zentimeter-Krupp-Kanonen auf Schwenklafetten in Schwalbennestern auf dem Hauptdeck, drei Kanonen auf jeder Breitseite. Alle diese Geschütze waren durch Geschützschilde gegen Witterungseinflüsse geschützt. Die Verteidigung gegen Torpedoboote erfolgte durch zwei 5,7-cm-Nordenfelt-Kanonen auf der vorderen Kommandobrücke, zehn vierfache 2,5-cm-Nordenfelt-Kanonen über die gesamte Länge der Aufbauten und vier 1,1-cm-Nordenfelt-Mitrailleuse mit 10 Läufen, die in den Marsen der Gefechtstürme montiert waren. Außerdem befanden sich im Rumpf vier 35,6-cm-Torpedorohre für Schwartzkopff-Torpedos, zwei auf jeder Breitseite.
Die Bewaffnung der Naniwa wurde im Laufe ihrer Karriere häufig geändert. Die erste dieser Änderungen war der Austausch ihrer 15-Zentimeter-Kanonen durch 15,2-cm-Schnellfeuergeschütze von Armstrong 1896 nach dem Ersten Chinesisch-Japanischen Krieg. Zur gleichen Zeit wurden vier der 2,5-cm-Nordenfelt-Geschütze durch vier 3-Pfünder ersetzt. Die Nordenfelt-Mitrailleusen in den Marsen wurden 1898 entfernt, und die Hauptbewaffnung wurde 1900 durch ein Paar 15-cm-Kanonen von Armstrong ersetzt. Gleichzeitig wurden alle 6-Pfünder und die verbliebenen Nordenfelt-Geschütze gegen weitere 3-Pfünder ausgetauscht, so dass das Schiff nun über insgesamt zehn 3-Pfünder und ein Paar leichtere Yamauchi-4,7-cm-Schnellfeuergeschütze verfügte.

### Panzerung
Die Schutzpanzerung des Decks hatte eine Stärke von 50 mm mittschiffs und an den Enden 76 mm. Der Kommandoturm wurde durch eine 76 mm dicke Panzerung geschützt.